# Italikus művészet
Az italikus művészet az Appennini-félsziget törzsi társadalomban élő népeinek a római kort megelőző művészete, amely a kora vaskortól, az i. e. 9. századtól nagyjából az i. e. 3–2. századig tartott, területenként részben megelőzte, részben párhuzamos volt az itáliai etruszk kultúrával. Nem tartozik bele:
- az etruszk művészet
- az italióta művészet (az itáliai görög városállamok művészete)
- az Észak-Itáliában később megtelepült kelták művészete

Az italikus művészetet az etruszk-, illetve a római művészet követte.

## Előzmények
A kora vaskorral kezdődő itáliai művészet előzményei az őskori művészet alkotásai. A bronzkorban Itália vidékén két nagy kultúra terjedt el, a Pó-vidéki és az appennini kultúra. A Pó-vidéki kultúra jellegzetes alkotásai cölöpépítmények, melyeket palaffitáknak neveznek. A palaffiták kizárólag Itáliára jellemző változatai a terramarék. Az appenini kultúra az i. e. 14-10. század folyamán Bolognától Dél-Itáliáig terjedt ki. Emlékei a kézzel készült, fényes fekete felületű agyagedények, melyeknek bekarcolt felületét fehérrel töltötték ki. Ez a két kultúra egymással érintkezett, és a kora vaskori itáliai művészet alapja lett.

## Új népek új kultúrái
Az i. e. 2. évezred végétől új népek érkeztek, indoeurópaiak és mások. A kora vaskori Itália nem volt egységes, és a művészet sem. Több kisebb nép egymás mellett élő kultúrája jellemző. Az egyes régészeti anyagok együtteseit a régészek nem mindig tudják egy-egy néphez hozzárendelni, emellett a kultúrák egymás utáni sorrendje is bizonytalan. Az új bevándorlókat egységesen italikus népeknek nevezik. E népek többsége az indoeurópai nyelvcsaládhoz tartozó nyelveken beszélt (italikus és valószínűleg illír nyelveken), kivéve az etruszkokat. (Az etruszkokat sokan nem is sorolják az italikus népek közé, hanem külön tárgyalják.) Az italikus népek kultúrái az etruszk és itáliai görög (italióta) városállamok kultúrájával egy időben virágoztak egészen az észak-itáliai kelta hódításig, illetve a római hódítás koráig.
A Villanova-kultúra az etruszk kultúra előzménye volt, a különféle italikus nyelvű népcsoportok hozták létre. Az italikus népeket leigázó etruszkok hatalma Etruriára és részben dél felé egészen Campania területéig terjedt ki. Az etruszkok az i. e. 6. században a görög gyarmatvárosokkal érintkeztek.
A görög és etruszk kultúrába olvadt bele az i. e. 9–7. században még önálló, a Tiberistől Calabriáig terjedő fossa-kultúra is, amelynek emlékei a tölgyfaládákba temetett halottak.
Az i. e. 9–8. században virágzott Picenum sajátos kultúrája. Eleinte a Villanova-kultúra hatására  fantasztikus állatalakos és geometrikus bronzkorongok jellemzik, majd az i. e. 7–6. században görög és etruszk hatásra bekarcolt rajzú sztélék; például: a Novilara-sztélé. Nagyalakos szobrok is előkerültek, mint a capestranói harcos. Picenumban és a szomszédos Umbriában kisméretű fogadalmi szobrokat is készítettek.
Az italikus művészet legjellemzőbb termékei az Apulia területén élő japigok kerámiája. A szomszédos görög városok hatására vörös-fekete-fehér geometrikus díszítésű edények készítéséről áttértek naiv figurális ábrázolásokra. Ilyenek például a Canosa-vázák és Gnathia-vázák. Az i. e. 3. századi római hódítás véget vetett a kultúrának.
Északnyugat-Itáliában a Golasecca-kultúra volt jelentős. Ez a Como-folyótól a Póig terjedt, vállukon bekarcolt geometrikusan díszített agyagedények jellemzik. Az i. e. 9–5. században virágzott; a kelták söpörték el.
Északkelet-Itáliában az Este-kultúra alakult ki. Hordozói a venétek voltak. Az Este-kultúrát a kelta hódítás nem érintette, csak a római hódítással szűnt meg az i. e. 2. században. A leletek tanúsága szerint ösztönzéseket kapott a Villanova- és az etruszk kultúrától. Emlékei állatharcokat ábrázoló kardhüvelyek, övek, bronzlemezekből készült situlák.

## Az italikus művészet egységesülése
Campaniában az egész itáliai fejlődés nyomon követhető, mert szentélyeinek egy része (Marica-szentély a Garigliano torkolatánál, Patturelli-szentély Capuában) az i. e. 7. századtól a római korig folyamatosan használatban volt. Ez a terület ugyanakkor az etruszk és görög kultúra találkozási helye is volt, majd az i. e. 5. században szamnisz fennhatóság alá került. A szamnisz uralom új korszakot jelentett az egész itáliai művészetben. Erősen görögös kultúra alakult ki, amelynek jellemző emlékei a paestumi és apuliai oszk festmények, a capuai fogadalmi szobrok új sorozata, a dél-itáliai görög ornamentikát egyénivé alakító vázafestmények. Egészen népies jellegű ez a művészet. Az arckifejezések sematikusak, gyakoriak a héroszábrázolások. Az i. e. 4–3. században egybeolvadt a késő etruszk művészet egy ágával, és a római hódítás alatt népies jellegénél fogva egész Itáliában elterjedt.
Bár az egyes népek nyelve eltűnt és kultúrája megszűnt önállóvá lenni, a népies itáliai művészet a római művészet egyeduralma alatt is fennmaradt. Bizonyos mértékig olykor-olykor erősebb befolyást tudott gyakorolni a hivatalos művészetre is, és csak a középkori kultúrával tűnt el végleg.

## Ajánlott olvasmányok
- Colonna – Peroni: Italica arte, 1961.
- D. Randall MacIver: Iron age in Italy, Oxford, 1927.
- Duhn – Messerschmidt: Italische Gräberkunde, Heidelberg, 1924-39.